# Arcidiocesi di Asunción
L'arcidiocesi di Asunción (in latino Archidioecesis Sanctissimae Assumptionis) è una sede metropolitana della Chiesa cattolica in Paraguay. Nel 2022 contava 1.841.000 battezzati su 2.037.000 abitanti. È retta dall'arcivescovo cardinale Adalberto Martínez Flores.

## Territorio
L'arcidiocesi comprende il distretto di Asunción, sede della capitale paraguayana, e i distretti di Limpio, Mariano Roque Alonso, Luque, Areguá, Fernando de la Mora, Lambaré e Villa Elisa nel dipartimento Central.
Sede arcivescovile è la città di Asunción, dove si trova la cattedrale di Nostra Signora dell'Assunzione.
Il territorio si estende su 2.582 km² ed è suddiviso in 100 parrocchie.
La provincia ecclesiastica di Asunción, istituita nel 1929, comprende come suffraganee tutte le diocesi del Paraguay.

## Storia
La diocesi del Rio de la Plata fu eretta il 1º luglio 1547 con il breve Super specula di papa Paolo III, ricavandone il territorio dalla diocesi di Cusco (oggi arcidiocesi). La diocesi assunse nomi diversi nel corso dei primi decenni; dal 1591 si impose il nome di "diocesi del Paraguay o della Santissima Assunzione".
Originariamente suffraganea dell'arcidiocesi di Lima, il 20 luglio 1609 entrò a far parte della provincia ecclesiastica dell'arcidiocesi di La Plata o Charcas (oggi arcidiocesi di Sucre)
Il 6 aprile 1620 cedette una porzione del suo territorio a vantaggio dell'erezione della diocesi di Buenos Aires (oggi arcidiocesi).
Il 5 marzo 1865 divenne suffraganea dell'arcidiocesi di Buenos Aires.
Il 21 dicembre 1868 il vescovo Manuel Antonio Palacios fu fucilato con l'accusa di alto tradimento verso il presidente Francisco Solano López sulla base delle confessioni estorte sotto tortura ad alcuni cospiratori.
Il 1º maggio 1929 in forza della bolla Universi Dominici di papa Pio XI ha ceduto altre porzioni di territorio a vantaggio dell'erezione delle diocesi di Concepción e Chaco (oggi diocesi di Concepción en Paraguay) e di Villarrica (oggi diocesi di Villarrica del Espíritu Santo) e nel contempo è stata elevata al rango di arcidiocesi metropolitana con il nome attuale.
Il 19 gennaio 1957, il 2 agosto 1960, il 5 giugno 1978 e il 18 maggio 2000 ha ceduto ulteriori porzioni di territorio a vantaggio dell'erezione rispettivamente della diocesi di San Juan Bautista de las Misiones, della prelatura territoriale di Caacupé (oggi diocesi), della diocesi di Carapeguá e della diocesi di San Lorenzo.

## Cronotassi dei vescovi
Si omettono i periodi di sede vacante non superiori ai 2 anni o non storicamente accertati.
- Juan de los Barrios, O.F.M. † (1º luglio 1547 - 2 aprile 1552 nominato vescovo di Santa Marta) (vescovo eletto)

- Pedro de la Torre, O.F.M. † (27 agosto 1554 - 1573 deceduto)
- Alfonso Guerra, O.P. † (6 febbraio 1579 - 17 marzo 1592 nominato vescovo di Michoacán)
  - Sede vacante (1592-1596)
  - Thomas Vásquez de Liaño † (18 dicembre 1596 - 28 dicembre 1599 deceduto) (vescovo eletto)[7]
  - Baltasar de Cobarrubias y Muñoz, O.S.A. † (10 settembre 1601 - 13 gennaio 1603 nominato vescovo di Nueva Cáceres) (vescovo eletto)[8][9]
- Martín Ignacio de Loyola † (19 novembre 1601 - 9 giugno 1606 deceduto)
  - Sede vacante (1606-1615)
  - Reginaldo de Lizárraga, O.P. † (20 luglio 1609 - 10 novembre 1609 deceduto) (vescovo eletto)
- Lorenzo Pérez de Grado † (16 settembre 1615 - 18 marzo 1619 nominato vescovo di Cusco)
- Tomás de la Torre Gibaja, O.P. † (30 marzo 1620 - 11 dicembre 1628 nominato vescovo di Tucumán)
- Cristóbal de Aresti Martínez de Aguilar, O.S.B. † (12 febbraio 1629 - 3 dicembre 1635 nominato vescovo di Buenos Aires)
  - Francisco de la Serna, O.S.A. † (17 dicembre 1635 - 25 agosto 1637 nominato vescovo di Popayán) (vescovo eletto)[10]
  - Sede vacante (1637-1640)
- Bernardino de Cárdenas Ponce, O.F.M. † (13 agosto 1640 - 7 giugno 1666 nominato vescovo di Santa Cruz de la Sierra)
- Gabriel de Guillestegui, O.F.M. † (15 dicembre 1666 - 1º settembre 1670 nominato vescovo di La Paz)
  - Sede vacante (1670-1674)
  - Ferdinando de Valcácer † (16 maggio 1672 - ? deceduto) (vescovo eletto)[7]
- Faustino de Casas, O. de M. † (17 dicembre 1674 - 2 agosto 1686 deceduto)
  - Sede vacante (1686-1693)
  - Sebastián de Pastrana, O. de M. † (24 agosto 1693 - 4 novembre 1700 deceduto) (vescovo eletto)[7]
- Pedro Díaz Durana y Uriarte † (10 marzo 1704 - 1718 deceduto)
- Martín de Sarricolea y Olea † (1718 succeduto - 1723 ? deceduto)
- José de Palos, O.F.M. † (circa 1723 succeduto - 7 aprile 1738 deceduto)
- José Cayetano Paravicino, O.F.M. † (16 novembre 1738 - 4 settembre 1747 nominato vescovo di Trujillo)
- Fernando José Pérez de Oblitas † (4 settembre 1747 - 7 aprile 1756 nominato vescovo di Santa Cruz de la Sierra)
- Manuel Antonio de la Torre † (24 maggio 1756 - 14 giugno 1762 nominato vescovo di Buenos Aires)
- Manuel López de Espinosa † (20 dicembre 1762 - 1772 deceduto)
- Juan José de Priego y Caro, O.P. † (14 dicembre 1772 - 1779 deceduto)
- Luis Velasco y Maeda, O.F.M. † (12 luglio 1779 - 15 giugno 1792 deceduto)
  - Sede vacante (1792-1797)
- Lorenzo Suarez de Cantillana † (18 dicembre 1797 - 22 gennaio 1799 deceduto) 
  - Sede vacante (1799-1802)
- Nicolás Videla del Pino † (9 agosto 1802 - 23 marzo 1807 nominato vescovo di Salta)
- Pedro García Panés, O.F.M. † (23 marzo 1807 - 13 ottobre 1838 deceduto)
  - Sede vacante (1838-1845)
- Basilio Antonio López, O.F.M. † (22 luglio 1844 - 16 gennaio 1859 deceduto)
- Gregorio Urbieta † (23 marzo 1860 - 17 gennaio 1865 deceduto)
- Manuel Antonio Palacios † (31 gennaio 1865 succeduto - 21 dicembre 1868 deceduto)
  - Sede vacante (1868-1879)
- Pedro Juan Aponte † (24 luglio 1879 - 14 settembre 1891 deceduto)
  - Sede vacante (1891-1894)
- Juan Sinforiano Bogarín † (21 settembre 1894 - 25 febbraio 1949 deceduto)
- Juan José Aníbal Mena Porta † (25 febbraio 1949 succeduto - 16 giugno 1970 ritirato[11])
- Ismael Blas Rolón Silvero, S.D.B. † (16 giugno 1970 - 20 maggio 1989 ritirato)
- Felipe Santiago Benítez Ávalos † (20 maggio 1989 - 15 giugno 2002 ritirato)
- Eustaquio Pastor Cuquejo Verga, C.SS.R. † (15 giugno 2002 - 6 novembre 2014 ritirato)
- Edmundo Ponziano Valenzuela Mellid, S.D.B. (6 novembre 2014 succeduto - 17 febbraio 2022 ritirato)
- Adalberto Martínez Flores, dal 17 febbraio 2022

## Statistiche
L'arcidiocesi nel 2022 su una popolazione di 2.037.000 persone contava 1.841.000 battezzati, corrispondenti al 90,4% del totale.
| anno | popolazione | popolazione | popolazione | presbiteri | presbiteri | presbiteri | presbiteri                | diaconi | religiosi | religiosi | parrocchie |
| anno | battezzati  | totale      | %           | numero     | secolari   | regolari   | battezzati per presbitero | diaconi | uomini    | donne     | parrocchie |
| ---- | ----------- | ----------- | ----------- | ---------- | ---------- | ---------- | ------------------------- | ------- | --------- | --------- | ---------- |
| 1950 | 695.000     | 700.000     | 99,3        | 114        | 44         | 70         | 6.096                     |         | 70        | 180       | 44         |
| 1959 | 686.000     | 712.000     | 96,3        | 148        | 73         | 75         | 4.635                     |         | 112       | 293       | 48         |
| 1966 | 501.880     | 550.880     | 91,1        | 205        | 77         | 128        | 2.448                     |         | 125       | 310       | 49         |
| 1968 | 501.880     | 550.880     | 91,1        | 86         | 86         |            | 5.835                     |         |           |           | 48         |
| 1976 | 672.165     | 746.850     | 90,0        | 185        | 71         | 114        | 3.633                     |         | 212       | 409       | 69         |
| 1980 | 735.764     | 817.516     | 90,0        | 203        | 63         | 140        | 3.624                     |         | 209       | 460       | 66         |
| 1990 | 1.164.318   | 1.293.687   | 90,0        | 239        | 74         | 165        | 4.871                     |         | 332       | 572       | 79         |
| 1999 | 919.000     | 1.483.000   | 62,0        | 101        | 71         | 30         | 9.099                     | 45      | 213       | 568       | 73         |
| 2000 | 1.100.000   | 1.348.951   | 81,5        | 120        | 53         | 67         | 9.166                     | 34      | 398       | 647       | 60         |
| 2001 | 774.000     | 1.602.173   | 48,3        | 354        | 136        | 218        | 2.186                     | 51      | 456       | 1.386     | 73         |
| 2002 | 1.365.000   | 2.825.000   | 48,3        | 359        | 141        | 218        | 3.802                     | 51      | 465       | 1.438     | 83         |
| 2003 | 1.350.000   | 1.500.000   | 90,0        | 676        | 139        | 537        | 1.997                     | 51      | 726       | 1.423     | 72         |
| 2004 | 1.350.000   | 1.500.000   | 90,0        | 661        | 124        | 537        | 2.042                     | 57      | 679       | 1.423     | 72         |
| 2006 | 1.419.000   | 1.577.000   | 90,0        | 665        | 128        | 537        | 2.133                     | 64      | 782       | 1.447     | 64         |
| 2012 | 1.585.000   | 1.750.000   | 90,6        | 231        | 61         | 170        | 6.861                     | 65      | 408       | 485       | 76         |
| 2015 | 1.664.000   | 1.839.000   | 90,5        | 251        | 81         | 170        | 6.629                     | 96      | 564       | 480       | 76         |
| 2018 | 1.743.490   | 1.927.010   | 90,5        | 376        | 81         | 295        | 4.636                     | 96      | 677       | 480       | 97         |
| 2020 | 1.793.870   | 1.982.670   | 90,5        | 376        | 81         | 295        | 4.770                     | 130     | 767       | 515       | 97         |
| 2022 | 1.841.000   | 2.037.000   | 90,4        | 374        | 79         | 295        | 4.922                     | 141     | 797       | 460       | 100        |